# Джонс, Ивонн
Ивонн Джонс (E. Yvonne Jones; род. 1960, Озуэстри, Англия) — британский биолог.
Профессор Оксфордского университета (с 1999), директор группы по исследованию структур рецепторов Cancer Research UK (с 1999), член АМН Великобритании (2003) и Лондонского королевского общества (2017).
Отмечена премией Декарта ЕС (2002).

## Биография
Выросла на семейной ферме в Среднем Уэльсе.
Окончила Оксфордский университет (бакалавр физики, 1982). Переключившись на биологию, там же занималась для получения докторской степени — в лаборатории молекулярной биофизики под началом профессоров Эндрю Миллера и David Chilton Phillips. В 1985 году получила степень D.Phil. по молекулярной биофизике с работой ‘Structural and dynamic studies of biological macromolecules’. Являлась постдоком там же в той же лаборатории (1986—1991) и в Эдинбургском университете (1985—1986). Затем возвратилась в Оксфорд, где сотрудничала в частности с профессором David Ian Stuart, в 1991 году как университетский исследовательский фелло Королевского общества (являлась им до 2001 года) на кафедре биохимии Оксфорда открыла собственную исследовательскую программу. С 2008 года глава по структурной биологии, с 2010 года заместитель директора Wellcome Centre for Human Genetics.
Член EMBO (2007).
С 2013 года член AcademiaNet.